# Assis-sur-Serre
Assis-sur-Serre é uma comuna francesa na região administrativa de Altos da França, no departamento Aisne. Estende-se por uma área de 8,04 km². Em 2010 a comuna tinha 225 habitantes (densidade: 28 hab./km²).